# We'll Soon Find Out
We'll Soon Find Out è il quinto album firmato dal batterista Joey Baron. Fu registrato nel 1999, prodotto e distribuito dall'etichetta Intition di proprietà della Schott Music.

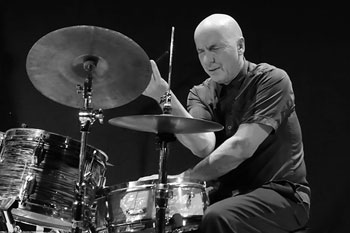
Joey Baron

## Accoglienza
Nella sua recensione per Allmusic, Tim Sheridan lo definì "un bel mix di jazz pieno di sentimento e progressive post-bop. Un lavoro vincente a tutto tondo". Su All About Jazz Glenn Astarita scrisse: "We'll Soon Find Out offre passaggi spensierati, ritmi che fanno schioccare le dita, assoli forti ma discreti e piuttosto ponderati, in conformità con la notevole capacità compositiva di Baron. Baron, Frisell, Blythe e Carter brillano con candido contegno, formando una specie di clinica per l'arte del fare buona musica che certamente colpisce nel segno". Su JazzTimes Ron Wynn osservò: "La Baron's Down Home Band evita qualsiasi approccio turbolento nel suo modo di suonare[...]. Eppure [l'album] non è introspettivo al punto che la musica risulti noiosa. Piuttosto si direbbe che Joey Baron e la Down Home Band affrontano il duro compito di fare breccia pur mantenendo il loro stile esteriore". James Mann di Pop Matters: "Joey Baron sembra essere molto attivo e dotato di buon gusto, nella scelta dei turnisti: in questa loro seconda uscita, (la prima è stata Down Home nel 1997), Baron ha gettato le basi per una serie di eventi musicali che si spera di lunga durata. Finché i risultati saranno così soddisfacenti, il mondo del jazz attenderà con impazienza le prossime puntate".

## Tracce
Musiche di Joey Baron.
1. Slow Charleston – 6:09
2. Closer Than You Think – 7:50
3. Junior – 5:53
4. Time to Cry – 6:25
5. Wisely – 5:44
6. Bit 'o Water – 3:36
7. M – 7:05
8. Equaled – 4:22
9. Contact – 7:05

Durata totale: 54:09

## Formazione
- Joey Baron - batteria
- Arthur Blythe - sassofono contralto
- Bill Frisell - chitarra acustica ed elettrica
- Ron Carter - basso